# Rose Colored Glasses
Rose Colored Glasses je píseň americké popové zpěvačky Kelly Rowland. Píseň pochází z jejího třetího alba Kelly Rowland. Produkce se ujal producent Dr. Luke.